# Neckeropsis darjeelingensis
Neckeropsis darjeelingensis är en bladmossart som beskrevs av Hirendra Chandra Gangulee 1976. Neckeropsis darjeelingensis ingår i släktet Neckeropsis och familjen Neckeraceae. Inga underarter finns listade i Catalogue of Life.